# Teodora Keramičieva
Teodora Keramičieva (født 14. januar 1996 i Skopje) er en makedonsk håndboldspiller, som spiller i HC Vardar og Makedoniens håndboldlandshold.